# Operación Julie
La Operación Julie fue una investigación policial sobre la producción de LSD en el Reino Unido por parte de dos grupos a mediados de los años 1970s. La operación, que involucró a once cuerpos policiales durante un período de dos años y medio, llevó al desmantelamiento de una de las mayores redes mundiales de distribución de LSD. La policía reunió en 1977 LSD suficiente para elaborar 6.5 millones de tabletas (con un valor en el mercado de 6.5 millones de libras), arrestó a 120 personas en el Reino Unido y Francia y requisó 800.000 libras depositadas en un banco suizo.

## Trasfondo
Las dos bandas desmanteladas por la Operación Julie se desgajaron de un solo grupo. Sus fundadores fueron David Solomon, un revolucionario psicodélico, y Richard Kemp, un químico, que sintetizó LSD con éxito en 1969.
Incapaces de distribuir adecuadamente el LSD que producían, buscaron la ayuda de Henry Todd para que se ocupara de las ventas. En este momento la organización residía en Cambridge. Más tarde Todd enroló a Leaf Fielding como 'tableteador', para que se ocupara de convertir el material de partida en dosis medidas con exactitud.
En 1973, los productores cortaron con los distribuidores y la producción cesó por un tiempo. Kemp y Solomon trataron de organizar una nueva red de distribución y reanudaron la producción de LSD en el oeste de Gales. Todd reclutó a otro químico, Andy Munro, para que sintetizara LSD para él en un laboratorio sito en Hampton Wick, Gran Londres. Quedaron así constituidas dos redes distintas y autónomas.
En 1975, Todd y Fielding intercambiaron sus papeles. Todd se ocupó de cortar las tabletas y Fielding de la red de distribución, proveyendo a Russell Spencely, que a su vez suministraba a Alston Hughes. A partir de Hughes, el LSD se distribuía a un amplio número de traficantes en Gales y Birmingham.
En abril de 1975, el coche de Kemp, un Range Rover rojo, sufrió un choque fatal con otro vehículo cerca Machynlleth, a resultas del cual murió uno de los pasajeros del otro coche. El inspector Dick Lee de la patrulla de drogas de Thames Valley conocía a Kemp, pues sospechaban que estaba implicado en el tráfico de drogas. Al registrar su coche, encontraron seis trozos de papel en los que, una vez unidos, leyeron las palabras 'hidrato de hidracina', un componente clave en la síntesis del LSD. Esta fue la primera pista crucial que obtuvo la policía sobre la banda que operaba en Gales occidental.

## Operación Julie
El descubrimiento en el coche de Kemp llevó a establecer la primera operación combinada contra las drogas, dirigida por Dick Lee. El 17 de febrero de 1976 se celebró una reunión en Brecon en la que participaron varios capitanes y oficiales experimentados de la brigada antidroga. Este fue el comienzo de la Operación Julie.
En abril de 1976, se eligió a 28 agentes encubiertos de la brigada antidrogas de entre diez cuerpos policiales y se les envió a Devizes, en Wiltshire, donde se les entrenó para que se hicieran pasar por hippies en Gales. En mayo de 1976, la policía de incógnito se trasladó a una granja en Bronwydd, cerca de la cabaña de Kemp. En un primer momento, los lugareños los tomaron por ornitólogos. A medida que la operación de incógnito se prolongaba durante semanas y meses, se añadieron agentes femeninos. El nombre de una de estas agentes de vigilancia, la sargento Julie Taylor, sirvió para bautizar en código a la operación.
La vigilancia de Kemp detectó que este realizaba regularmente un viaje de cincuenta millas entre su casa en Tregaron y Plass Llysyn, una vieja mansión propiedad de un amigo estadounidense, Paul Joseph Arnaboldi, situada en Carno, cerca de Llanidloes. La mansión estaba bajo vigilancia policial, realizada desde una vieja caravana, y se monitorizaba a las personas que llegaban hasta allí. Lee ordenó a la policía que irrumpiera en la mansión. En el sótano, la policía encontró muestras de agua que coincidían químicamente con las muestras de LSD de las que disponía la policía. 
La casa de Kemp pasó a estar bajo vigilancia las 24 horas y se instalaron dispositivos de escucha.

## Conexión londinense
En octubre de 1976, un equipo policial cuya base se encontraba en el aeródromo de Hendon monitorizó una casa (primero desde una camioneta, luego desde una casa desde la que se veía desde arriba la propiedad) situada en Seymour Road, Hampton Wick. Este era el laboratorio de LSD de Todd y Munro. Los utensilios de cristal que usaban en laboratorio habían sido marcados en secreto por la policía en la fábrica que los producía en Yorkshire.

## Redadas, arrestos y juicio
El 26 de marzo de 1977, tras trece meses de vigilancia, los agentes de la Operación Julie irrumpieron en 87 casas de Inglaterra y Gales. Capturaron a los jefes de la banda y arrestaron a un total de 120 sospechosos.
En la casa de Kemp se encontró un paquete que contenía 11.000 libras esterlinas, así como cristales de LSD y equipo para fabricar pastillas. En Carno, se rescató de un pozo el equipo del laboratorio. Una redada adicional en la región de Dordogne en Francia sirvió para incautar documentos que detallaban el comercio con LSD y demostraban que había sido inmenso. Se encontraron detalles sobre cuentas en bancos franceses y suizos, así como acciones.
El 1 de diciembre de 1977, unos agentes registraron por segunda vez la cabaña de Kemp y desenterraron una caja de plástico grande que contenía 1.3 kg de cristal de LSD, suficiente para crear 6.5 millones de dosis.
En 1978, 15 acusados desfilaron ante la Corte de Bristol Crown. A la acusación le llevó un mes reunir la evidencia incriminatoria. Kemp se declaró culpable y fue condenado, como Todd, a 13 años de cárcel. Fielding y Hughes fueron condenados a 8 años. En total, los 15 acusados recibieron un total de 120 años de cárcel.
Como resultado de la incautación, se estima que el precio de las pastillas de LSD subió de una a cinco libras y que la Operación Julie había eliminado el 90% del LSD del mercado británico. Se cree que el LSD que producían ambos laboratorios se había exportado a más de 100 países. En total, se incautaron y destruyeron 1.1 millones de pastillas y suficientes cristales de LSD para producir 6.5 millones más. El valor del LSD eliminado en la calle habría sido de 7.6 millones de libras.